# واشنطن توريس
واشنطن توريس (بالإسبانية: Washington Torres)‏ (23 مايو 1984 بسانتياغو في تشيلي - ) هو لاعب كرة قدم تشيلي في مركز الدفاع. لعب مع سانتياغو مورنينغ ‏ ويونيون لا كاليرا.

## وصلات خارجية
- واشنطن توريس على موقع قاعدة بيانات كرة القدم.إي يو (الإنجليزية)
- واشنطن توريس على موقع Soccerway.com (الإنجليزية)
- واشنطن توريس على موقع AS.com (الإسبانية)